# Strobilanthopsis
Strobilanthopsis, monotipični biljni rod iz porodice primogovki smješten u tribus Ruellieae, dio potporodice Acanthoideae. Jedina vrsta je  S. linifolia iz tropske Afrike (DR Kongo; Angola; Zambija; Malavi; Zimbabve). Opisan je u Journal of Botany, British and Foreign 38: 202. 1900.

## Etimologija
Ime vrste linifolia znači s linijskim (linearnim) listovima.

## Opis
Višegodišnja zeljasta biljka, polegla, uzdižuća ili uspravna, ponekad grmolika s neugodnim kozjim mirisom. Stabljike razgranate ili nerazgranate, duge 1 m ili više, često ljepljive žljezdaste, rastu iz velikog drvenastog podanka. Listovi eliptični do obrnuto jajasti, 3 – 7 cm dugi, često ljepljivo žljezdasti, spuštaju se na stabljiku pri dnu; rub cijeli ili s jednim zubom sa svake strane. Cvjetovi pojedinačni ili po 3 zajedno u pazušcima listova, obično zbijeni prema krajevima grana. Brakteje lisnate, 3 – 12 mm duge, žljezdaste. Čaška duga 10 – 21 mm s trakastim režnjevima, ljepljiva žljezdasta. Vjenčić blijedoljubičast do plavkastoljubičast, izvana fino baršunast, nabrani dio grla narančast; cijev smećkasta, duga 22 – 45 mm; režnjevi jajasti do duguljasti ili obrnuto jajasti, 6 – 13 mm dugi. Čahura duga 10 – 19 mm, u vršnom dijelu fino baršunasta.

## Stanište
U miombu (biom tropskih i suptropskih travnjaka, savana i grmlja) i drugim vrstama šuma, na stjenovitim obroncima i također na rudonosnim ili serpentinskim tlima.